# Jagdstaffel 25
La Jagdstaffel 25 (in tedesco: Königlich Preußische Jagdstaffel Nr 25, abbreviato in Jasta 25) era una squadriglia (staffel) da caccia della componente aerea del Deutsches Heer, l'esercito dell'Impero tedesco, durante la prima guerra mondiale (1914-1918).

## Storia
La Jagdtsaffel 25 venne fondata il 28 novembre del 1916. La squadriglia venne messa sin da subito ad operare dall'aerodromo di Canatlarzi, nella Macedonia, allora parte del Regno di Serbia, ed equipaggiata con aerei Halberstadt D.II. La Jagdstaffel 25 ottenne la sua prima vittoria il 10 dicembre 1916 e perse per la prima volta un pilota in combattimento il 18 febbraio 1917.
Il Leutnant Renatus Heydacker fu l'ultimo Staffelführer (comandante) della Jagdstaffel 25 dal 5 febbraio 1918 fino alla fine della guerra.
Alla fine della prima guerra mondiale alla Jagdstaffel 25 vennero accreditate 54 vittorie aeree di cui 8 per l'abbattimento di palloni da osservazione. Di contro, la Jasta 25 perse 2 piloti, 2 furono feriti in incidente aereo oltre ad 1 pilota morto in incidente aereo.

## Lista dei comandanti della Jagdstaffel 25
Di seguito vengono riportati i nomi dei piloti che si succedettero al comando della Jagdstaffel 25.
| Grado     | Nome                      | Periodo                            |
| --------- | ------------------------- | ---------------------------------- |
| Hauptmann | Friedrich-Karl Burckhardt | 2 dicembre 1916 - 1 febbraio 1918  |
| Leutnant  | Renatus Heydacker         | 5 febbraio 1918 - 11 novembre 1918 |

## Lista delle basi utilizzate dalla Jagdstaffel 25
- Prilip: 28 novembre 1916 - 13 marzo 1917
- Kanatlarci (Macedonia): 13 marzo 1917 - 1 giugno 1918
- Kalkova: 1 giugno 1918 - 11 novembre 1918

## Lista degli assi che hanno prestato servizio nella Jagdstaffel 25
Di seguito vengono elencati i nomi dei piloti che hanno prestato servizio nella Jagdstaffel 25 con il numero di vittorie conseguite durante il servizio nella squadriglia e riportando tra parentesi il numero di vittorie aeree totali conseguite.
| Asso                      | Vittorie |
| ------------------------- | -------- |
| Gerhard Fieseler          | 19       |
| Reinhard Treptow          | 6        |
| Otto Brauneck             | 5 (10)   |
| Friedrich-Karl Burckhardt | 5        |
| Erich Schütze             | 2 (6)    |
| Otto Könnecke             | 2 (35)   |

## Lista degli aerei utilizzati dalla Jagdstaffel 25
- Halberstadt D.II
- Albatros D.III
- LFG Roland D.II